# Gmina Brod
Gmina Brod (serb. Општина Брод / Opština Brod) – gmina w Bośni i Hercegowinie, w Republice Serbskiej. W 2013 roku liczyła 15 720 mieszkańców.